# فوگلزانگ-وارزین
فوگلزانگ-وارزین (به آلمانی: Vogelsang-Warsin) یک شهر در آلمان است که در فرپومرن-گرایفسوالد واقع شده‌است. فوگلزانگ-وارزین ۳۵۹ نفر جمعیت دارد.